# Гуринов, Вадим Александрович
Вади́м Алекса́ндрович Гурино́в (род. 21 декабря 1971 года, Нальчик, Кабардино-Балкарская АССР, РСФСР, СССР) – предприниматель и инвестор, основатель холдинга «Кордиант» (производство шин) и независимого оператора инфраструктуры для компаний связи «Сервис-Телеком».

## Биография
Вадим Гуринов родился 21 декабря 1971 года.

### Образование
В 1987 году окончил общеобразовательную школу (с медалью). В 1994 году – Санкт-Петербургский институт точной механики и оптики, в 1995 – экономический факультет Санкт-Петербургского финансово-экономического института им. Н.А. Вознесенского (с 2012 года СПбГЭУ), в 2006 году – Российскую академию государственной службы при Президенте РФ по программе «Государственное управление и национальная безопасность» (с отличием).
С 2005 по 2008 год проходил тренинги по повышению профессиональной квалификации и получал дополнительное образование, включая обучение в 2008 году по программе «Руководитель компании» в бизнес-школе INSEAD (Франция), а также прошел программу Senior Executive в Лондонской школе бизнеса и Executive program в Университете Сингулярности.
В 2010 году получил степень кандидата социологических наук, защитив диссертацию на тему «Реализация социальной ответственности в управлении организациями крупного бизнеса в современной России: на примере нефтехимического холдинга "СИБУР-Русские шины"».

## Карьера

### Начало карьеры
В 1991 году начал заниматься частной предпринимательской деятельностью, связанной с экспортно-импортными операциями и торговлей потребительскими товарами. Совместно с партнерами создал компанию «Дилмейкерс» и сеть магазинов джинсовой одежды турецкой марки Colin’s, которая в 1998 году была продана компании-поставщику.
В 1996 году участвовал в создании компании «Петросоюз» (ранее «Петроимпорт»), объединившей доли учредителей в нескольких пищевых производствах — в том числе маргарина, кетчупа и пельменей. В 1999 году Гуринов занял должность заместителя генерального директора. В 2003 году продал свою долю компании Heinz.
В 1999-2000 годах основал и стал совладельцем кондитерского объединения «Любимый Край». Под управлением Гуринова в 2002 году компания стала одним из лидеров по производству кондитерских изделий в России. В штате компании числилось 450 сотрудников. Свою долю в компании Гуринов продал в 2013 году.
Стратегические решения Вадима Гуринова по управлению компаниями привели к тому, что оборот «Петросоюза» и «Любимого края» в 2001 году превысил $250 млн.

### Кордиант
С 2003 по 2011 год был генеральным директором дочерней структуры АК Сибур «СИБУР - Русские шины». До прихода Гуринова шинный бизнес Сибура был убыточен, а структура разрозненной. Гуринов объединил разрозненные структуры в холдинг и вывел его в прибыль в 2006 году.
В конце 2011 года Вадим Гуринов договорился с Сибуром о выкупе «СИБУР - Русские шины» топ-менеджерами компании и сторонними инвесторами. В декабре 2011 года сделка состоялась. Вадим Гуринов стал мажоритарным акционером (с долей в 80% акций). После чего компания была переименована в «Кордиант», где Гуринов стал председателем совета директоров.  Предложенная Гуриновым стратегия развития позволила значительно расширить компанию, вследствие чего в 2021 году она была признана вторым крупнейшим игроком рынка.
В 2017 году Вадим передал свои акции «Кордиант» супруге Галине Гуриновой, в результате чего контролирующим акционером стала она, а сама компания считалась семейным активом.
В мае 2023 года 100% акций АО «Кордиант» были проданы Группе S8 Capital.

### Сервис-Телеком
В 2015 году была создана компания «Сервис-Телеком», где Вадим Гуринов занял должность председателя совета директоров, он формировал стратегию развития компании. В результате, владея 350 объектами инфраструктуры для компаний связи в 2015-2016 годах, к 2022 году она расширилась до 18,5 тысяч, заняв тем самым 21% рынка башенной инфраструктуры России.

### Прочая деятельность
В 2007 году стал членом Правления ОАО «СИБУР Холдинг».
С ноября 2011 года по август 2012-го являлся гендиректором ООО «Русское море – Добыча». На 2013 год владел 12,6% акций компании.
С 2009 года Вадим Гуринов является акционером независимого поставщика российской нефтехимической продукции на внешние рынки AvestraGroup с представительствами в ОАЭ, Швейцарии и Финляндии.
В 2015 году инвестировал в создание сети межрегиональных центров стерилизационных технологий, предоставляющих услуги стерилизационной обработки нового поколения в различных отраслях, включая медицину, сельское хозяйство, производство автомобильных компонентов.
В 2017 году стал членом совета директоров Архангельского опытного водорослевого комбината. В 2021 году «Технологии переработки технической конопли», которые принадлежат Галине и Вадиму Гуриновым, стали владельцем почти 27,5% ООО «Нижегородские волокна конопли». Выступает инвестором в финтех проектах (нео-банкинг) в странах Юго-Восточной Азии (Вьетнам, Индонезия, Шри-Ланка, Малайзия), а также в проекте маркетплейса в странах Африки.
Часть инвестиционного портфеля составляют инвестиции в премиальную недвижимость центрального Лондона и высоколиквидных загородных локаций Соединённого Королевства Великобритании.

## Семья
Жена – Галина Николаевна Гуринова. Трое детей.